# پرلود برای بعدازظهر یک فان
این نوشتار درباره اثری از آهنگساز، کلود دبوسی است. برای باله طراحی شده بر اساس آن، به بعدازظهر یک فان (نیژینسکی) مراجعه کنید. برای شعری که این اثر آنرا به تصویر می کشد به بعدازظهر یک فان (شعر) مراجعه کنید.
پرلود برای بعدازظهر یک فان (L. 86) (به فرانسوی: Prélude à l'après-midi d'un faune) یک پوئم سمفونیک برای ارکستر اثر کلود دبوسی است که اجرای آن حدود 10 دقیقه به طول می انجامد. این اثر در سال 1894 خلق شد و برای اولین بار در 22 دسامبر 1894 به رهبری گوستاو دوریت در پاریس اجرا شد. تکنوازی فلوت این اجرا بر عهده ژرژ بارر بود.
الهام بخش خلق این اثر توسط دبوسی، شعر بعدازظهر یک فان اثر استفان مالارمه بود. این اثر از مشهورترین آثار دبوسی است و به عنوان نقطه عطفی در تاریخ موسیقی هنری غرب به شمار می آید. پیر بولِز با بیان اینکه "فلوت تکنواز این اثر نفس تازه ای به هنر موسیقی بخشید"، این اثر را سرآغاز موسیقی مدرن دانست.
این اثر دبوسی، بعدها پایه باله ای با همین نام با کُرِئوگرافی واتسلاو نیژینسکی و بعدها نیز پایه باله ای دیگر با کُرِئوگرافی جروم رابینز قرار گرفت.